# Jim Parsons
James Joseph „Jim" Parsons (n. 24 martie 1973, Houston, Texas) este un actor american.  Este cunoscut cel mai bine pentru rolul lui Sheldon Cooper din sitcomul Teoria Big Bang, performanța sa fiind considerată de mai mulți motivul succesului acestui show. Pe 16 iulie 2009 a fost nominalizat pentru un premiu Emmy la categoria „Cel mai bun actor dintr-o comedie” pentru rolul din Teoria Big Bang. În august 2009 el a câștigat premiul Television Critics Association pentru cele mai înalte realizări individuale în comedie.

## Copilăria
Născut și crescut în Houston, Texas, Parsons a început să joace încă din clasa întâi. El a frecventat liceul Klein Oak High School din Spring, Texas.
În 1996 el a obținut o diplomă de licență în teatru de la Școala de teatru și dans a Universității Houston, unde a fost membru al frăției Pi Kappa Alpha. Ulterior el a obținut gradul de master la universitatea University of San Diego.

## Cariera
Printre aparițiile în seriale se numără un rol episodic în Judging Amy și o apariție scurtă în Ed.
El a jucat și în filme artistice ca Garden State, Heights, On the Road with Judas, Gardener of Eden, 10 Items or Less și School for Scoundrels. În timp ce era la Universitatea din Houston, el a ajutat la fondarea companiei de teatru non-profit, Infernal Bridegroom Productions, jucând în producții ca Endgame, Guys and Dolls și The Balcony.

## Filmografie

### Televiziune
| An        | Titlu               | Rol            | Note                            |
| --------- | ------------------- | -------------- | ------------------------------- |
| 2002      | Ed                  | Chet           | Guest Appearance                |
| 2005      | Judging Amy         | Rob Holbrook   | Personaj episodic               |
| 2007–2019 | Teoria Big Bang     | Sheldon Cooper | Personaj principal              |
| 2009      | Attack of The Show! | El însuși      | Guest Host                      |
| 2009      | Family Guy          | Sheldon Cooper | Guest Appearance                |
| 2014      | The Normal Heart    |                | Gay Activist During Aids Crisis |

### Filme
| An   | Film                    | Rol         | Note  |
| ---- | ----------------------- | ----------- | ----- |
| 2004 | Garden State            | Tim         |       |
| 2005 | The King's Inn          | Sidney      |       |
| 2005 | The Great New Wonderful | Justin      |       |
| 2006 | 10 Items or Less        | Recepționer |       |
| 2006 | School for Scoundrels   | Elev        | Cameo |
| 2007 | On the Road with Judas  | Jimmy Pea   |       |
| 2007 | Gardener of Eden        | Spim        |       |

## Trivia
În prezent el locuiește în Brooklyn, New York. Are 1,87 m. Printre hobbyurile sale se numără cântatul la pian și uitatul la sport la tv, în special tenis, baschet și baseball.